# GameSpy
GameSpy Industries, Inc., més coneguda simplement com a GameSpy, és una divisió de IGN Entertainment. GameSpy opera una xarxa de llocs web de videojocs i proporciona els serveis i el programari per a videojocs en línia. La seva pàgina GameSpy és un portal de notícies, anàlisi i reportatges de la indústria dels videojocs, especialment de Xbox 360, PlayStation 3, Wii, Nintendo DS i PSP. La companyia actualment té les seves oficines centrals a Costa Mesa, Califòrnia.